# Сборная Австрии по футболу (до 21 года)
Сборная Австрии по футболу до 21 года представляет Австрию на молодёжных соревнованиях сборных. Играть в команде могут только лица, которым не исполнилось 21 года, однако допускается наличие нескольких игроков старше 23 лет.
Ни разу не выходила в финальные части молодёжного первенства Европы, однако большинство её игроков впоследствии стали участниками чемпионата Европы 2008 и сейчас составляют костяк национальной сборной.
Главный тренер команды — Вернер Грегорич, его помощники — Дитмар Пегам и Раймунд Хедль.

## Краткая история сборной

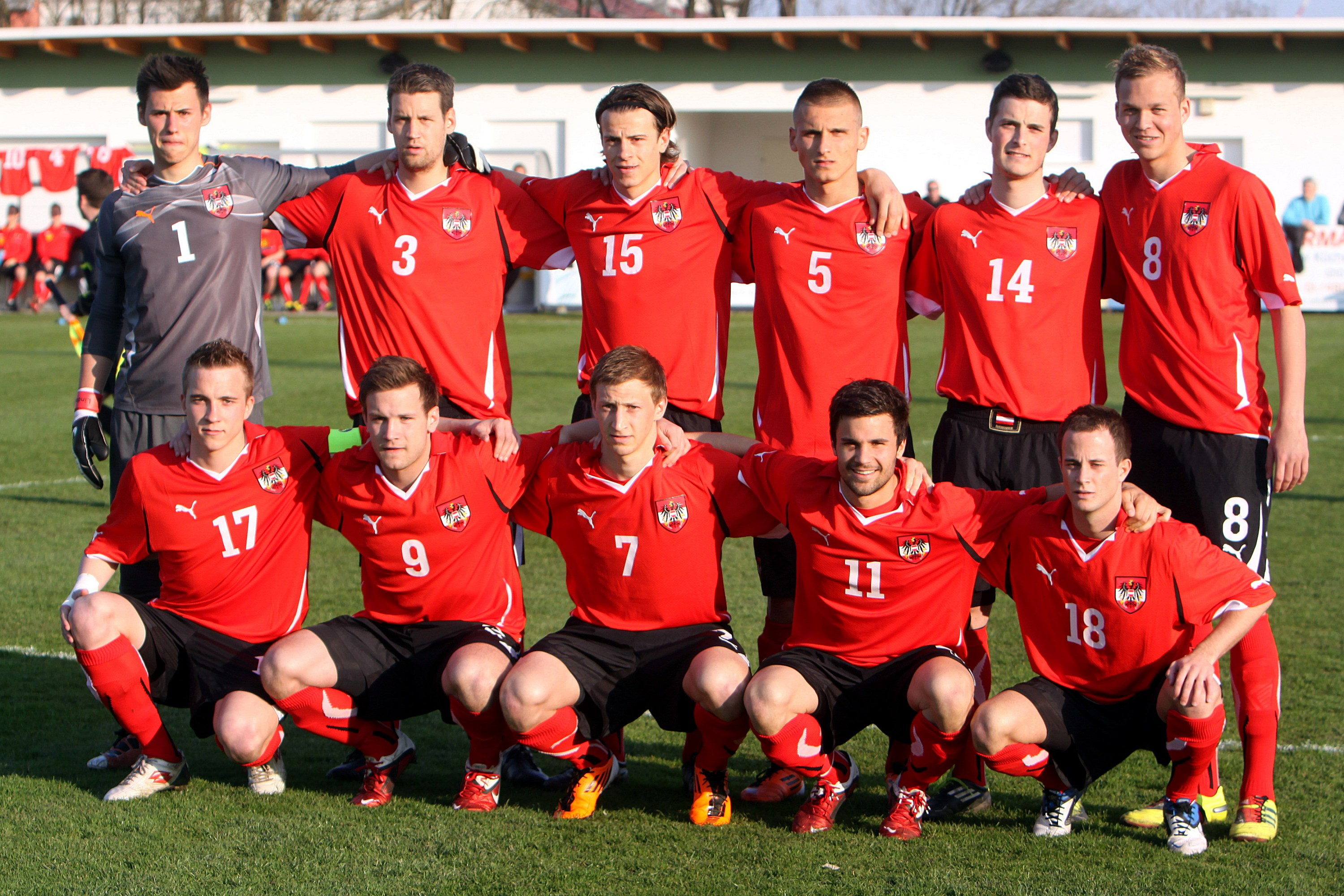
Молодёжная сборная Австрии 29 марта 2011 года

Ранее австрийцы собирали команду только для любительских игр и развития молодёжного состава клубов. Официально с 1980 года существует молодёжная сборная.

### Чемпионат Европы 2006
Первый официальный отборочный турнир для европейского молодёжного первенства начался в 2004 году — в борьбе за поездку на чемпионат Европы 2006 австрийцы играли с командами Германии, Англии, Польши, Уэльса и Азербайджана. Половину игр австрийцы безнадёжно проиграли, в двух оставшихся сыграли вничью, потеряв очки в матчах с Азербайджаном и Польшей. Запомнились австрийцы только неожиданной победой над англичанами в гостях со счётом 2:1.

### Чемпионат Европы 2007
Через год, в борьбе за место на Евро-2007, австрийцы попали в группу к Италии и Исландии. Не забив ни одного гола и набрав только одно очко после нулевой ничьи с Исландией, австрийцы затем проиграли итальянцам 0:1 и только по дополнительным показателям заняли второе место в группе.

### Чемпионат Европы 2009
Отборочная кампания для Евро-2009 была самой удачной для Австрии на тот момент — австрийцы из 8 встречи выиграли 6 и только в двух сыграли вничью. Разделили они очки только со Словакией и Исландией. Победа в группе позволила им выйти в следующий стыковой раунд. В тот момент австрйискую команду возглавлял Манфред Цзак, ещё один участник чемпионата мира 1990 года.
В квалификации играли:
- Все 8 игр: Харун Эрбек, Марио Райтер, Роберт Олейник;
- 7 игр: Юлиан Баумгартлингер, Марко Станкович, Михаэль Станислав;
- 6 игр: Андреас Добер, Бартоломей Куру, Эрвин Хоффер, Флориан Кляйн, Михаэль Мадль, Сандро Заканы;
- 5 игр: Никлас Хонедер, Петер Хакмайр, Вели Кавлак, Рубин Окотие;
- 4 игры: Кристоф Заурер, Марио Соннляйтнер, Златко Юнузович;
- 3 игры: Андреас Шикер, Эмин Сулимани, Франц Шимер, Маркус Зуттнер;
- 2 игры: Бесиан Идризай, Даниэль Граманн, Даниэль Тот, Патрик Зеегер;
- 1 игру: Андреас Луксе, Бернард Моргенталер, Кристофер Дразан, Даниэль Сикорский, Удо Зибенхандль.

В стыковых матчах австрийцам достались финны. Домашнюю игру австрийцы выиграли со счётом 2:1, отличились Кристоф Заурер и Флориан Кляйн. В ответной встрече после 90 минут игры вели финны с тем же счётом (у австрийцев отличился Марко Станкович). Дополнительное время не выявило победителя, а в серии пенальти финны смогли вырвать победу и путёвку в финальную часть — австрийцам не хватило совсем немного времени, чтобы впервые попасть на молодёжный чемпионат Европы.

### Наше время
Отбор на Евро-2011 и на Олимпиаду в Лондоне также провалился — австрийцы растеряли очки в играх с Беларусью, Шотландией и другими командами группы, не попав даже на вторую строчку в группе.
На данный момент сборная Австрии сыграла 203 игры, из которых 62 закончились победой, в 94 играх австрийцы терпели поражение, а оставшиеся 47 не выявили победителя.

## Состав сборной
Статистика матчей и голов по состоянию на 15 ноября 2017 года:
| 1  | Вр  | Йоханнес Крейдль    | 7 марта 1996 (29 лет)     | -  | - | Нюрнберг II        |  |  |
| 12 | Вр  | Тобиас Шютценауэр   | 19 мая 1997 (27 лет)      | -  | - | Штурм (Грац)       |  |  |
| 23 | Вр  | Пауль Гартлер       | 10 марта 1997 (28 лет)    | 4  | 0 | Капфенберг         |  |  |
|    |     |                     |                           |    |   |                    |  |  |
| 2  | Защ | Марко Фридль        | 16 марта 1998 (27 лет)    | 7  | 1 | Вердер             |  |  |
| 4  | Защ | Сандро Инголич      | 18 апреля 1997 (27 лет)   | 4  | 0 | Санкт-Пёльтен      |  |  |
| 13 | Защ | Дарио Маресич       | 29 сентября 1999 (25 лет) | 7  | 1 | Штурм (Грац)       |  |  |
| 15 | Защ | Максимилиан Вёбер   | 4 февраля 1998 (27 лет)   | 2  | 0 | Аякс               |  |  |
| 16 | Защ | Максимилиан Уллманн | 17 июня 1996 (28 лет)     | 5  | 0 | ЛАСК               |  |  |
| 18 | Защ | Доминик Баумгартнер | 20 июля 1996 (28 лет)     | 10 | 0 | Ваккер (Инсбрук)   |  |  |
| 20 | Защ | Петар Глухакович    | 25 марта 1996 (29 лет)    | 9  | 0 | Аустрия            |  |  |
|    |     |                     |                           |    |   |                    |  |  |
| 3  | ПЗ  | Кристоф Баумгартнер | 1 августа 1999 (25 лет)   | 2  | 0 | Хоффенхайм (до 19) |  |  |
| 5  | ПЗ  | Деян Любичич        | 8 октября 1997 (27 лет)   | 3  | 0 | Рапид              |  |  |
| 6  | ПЗ  | Конрад Лаймер       | 27 мая 1997 (27 лет)      | 10 | 2 | РБ Лейпциг         |  |  |
| 7  | ПЗ  | Романо Шмид         | 27 января 2000 (25 лет)   | -  | - | Лиферинг           |  |  |
| 8  | ПЗ  | Кристоф Рабич       | 10 апреля 1996 (28 лет)   |    |   | Вольфсберг         |  |  |
| 10 | ПЗ  | Санди Ловрич        | 28 марта 1998 (26 лет)    | 6  | 0 | Штурм (Грац)       |  |  |
| 17 | ПЗ  | Доминик Прокоп      | 2 июня 1997 (27 лет)      | 9  | 1 | Аустрия            |  |  |
| 21 | ПЗ  | Саша Хорват         | 22 августа 1996 (28 лет)  | 10 | 1 | Динамо (Дрезден)   |  |  |
| 22 | ПЗ  | Матиас Хонсак       | 20 декабря 1996 (28 лет)  | 7  | 2 | Альтах             |  |  |
|    |     |                     |                           |    |   |                    |  |  |
| 9  | Нап | Марко Квашина       | 20 декабря 1996 (28 лет)  | 16 | 3 | Твенте             |  |  |
| 11 | Нап | Арнель Якупович     | 29 мая 1998 (26 лет)      | 9  | 5 | Эмполи             |  |  |
| 14 | Нап | Патрик Шмидт        | 22 июля 1998 (26 лет)     | 2  | 0 | Адмира Ваккер      |  |  |
| 19 | Нап | Саша Калайджич      | 7 июля 1997 (27 лет)      | 1  | 0 | Адмира Ваккер      |  |  |